# Gmünd (zámek)
Zámek Gmünd (původně hrad) stojí v jihozápadním rohu oblasti starého města v Gmündu v rakouské spolkové zemi Dolní Rakousy, a to na terase nad Lužnicí. Zámek je památkově chráněný objekt.

## Historie
Původní hrad byl založen za Hadmara II von Kuenring. První písemná zmínka pochází z roku 1217. Hradní komplex na jihozápadním nároží městského opevnění vznikl pravděpodobně kolem roku 1300 jako čtyřvěžový hrad. V letech 1262 až 1418 jej vlastnili Lichtenštejnové a v letech 1418 až 1484 přešel na šlechtický rod Puchheimů. Po požáru v roce 1473 byly provedeny stavební úpravy. V roce 1518 byl objekt zastaven jako suverénní majetek pánům z Greißu a v roce 1585 byl prodán. V roce 1518 začalo jeho rozšiřování. Po roce 1601 často měnil majitele. V 17. století výstavbou severního křídla vznikl uzavřený čtyřkřídlý komplex. Od roku 1859 patřil zámek různým členům habsbursko-lotrinské dynastie; v letech 1859 až 1891 Zikmundovi Habsbursko-Lotrinskému.

## Popis
V podstatě románská stavba byla přestavěna v 15. a 16. století na třípatrovou čtyřkřídlou budovu lichoběžníkového půdorysu s branovou věží a tvrzí na jihozápadě. Zámek je obklopen anglickým parkem. Bažiny na jihu hradu, které původně poskytovaly objektu ochranu, byly v roce 1895 odvodněny.